# Malocampa mammerta
Malocampa mammerta är en fjärilsart som beskrevs av William Schaus 1918. Malocampa mammerta ingår i släktet Malocampa och familjen tandspinnare. Inga underarter finns listade i Catalogue of Life.